# Jean-François Barthod
 (juin 2024).
Si vous disposez d'ouvrages ou d'articles de référence ou si vous connaissez des sites web de qualité traitant du thème abordé ici, merci de compléter l'article en donnant les références utiles à sa vérifiabilité et en les liant à la section « Notes et références ».

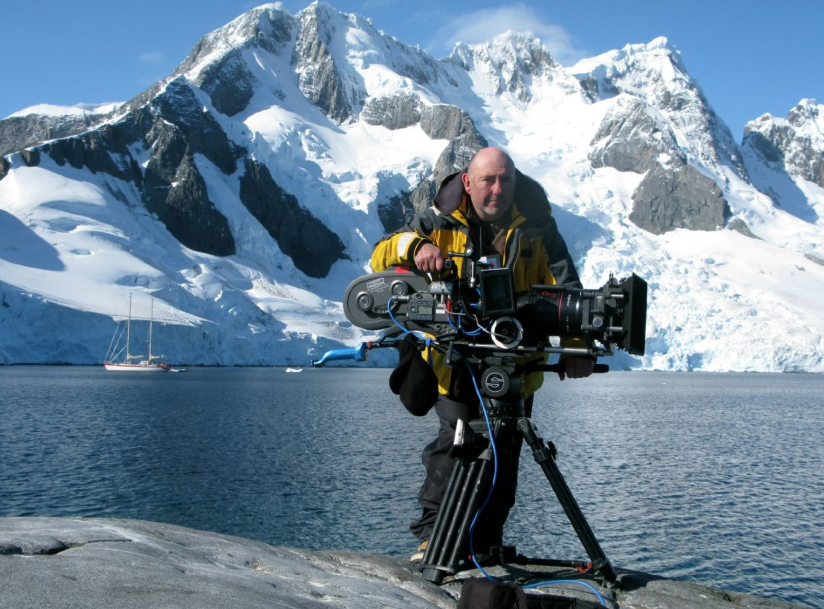
Antarctique: Tournage du film Océans de J.Perrin et J.Cluzaud.

Jean-François Barthod, né en 1961, est un directeur de la photographie et réalisateur français.

## Biographie
Jean-François Barthod fait ses premières armes en travaillant comme stagiaire, puis assistant monteur sur la série "Médecin de nuit" dans les années 1980. Un an plus tard, il accède aux plateaux de cinéma en qualité d’assistant régie et mise en scène. Son amour de l'image le mène rapidement à devenir assistant caméraman puis quelques années plus tard cadreur et steadicameur. Pendant plus de 20 ans il nourrit son expérience  de la fiction, en téléfilm, en publicité et en long métrage. En parallèle, depuis 1994, il associe sa passion pour l'escalade, la plongée sous-marine et la nature à la réalisation audiovisuelle. Peu à peu son amour de la mer le rapproche des mammifères marins, et il signe  en 1996 pour Canal + son premier 26 minutes tourné dans les Terres australes et antarctiques françaises : La pouponnière des otaries. Il participe ensuite à de nombreux films découverte-aventure et multiplie les expéditions autour de la planète. 
En 1998 et 1999, il découvre le Groenland et le Venezuela pour l'émission Ushuaïa. En 2000, il est directeur de la photographie du documentaire Ultima Patagonia, un film d'expédition spéléologique, qui est récompensé par le Prix du film Mountain wilderness au Festival de Torelló. En 2003, il co-réalise avec Jérôme Bouvier pour Canal+ et National Geographic le documentaire Le Léopard de mer, seigneur des glacestourné en Antarctique (Prix spécial du Jury au Festival Jules Verne 2004) et pour lequel il a été l'un des premiers au monde à se mettre à l'eau avec ce prédateur impressionnant. Toujours avide d'aventure, d'expériences originales et surtout de nouvelles rencontres avec les mammifères marins, il réalise en 2004, pour France 2 et Discovery channel, le documentaire animalier Orques de Crozet : David et les Goliaths avec lequel il reçoit, entre autres, le Jules Verne Award de la nature et le Jules Verne Award du jury jeune au Festival Jules Verne aventures en 2006, la Palme de bronze au Festival mondial de l’image sous-marine d’Antibes la même année, l’Ancre d’Argent au Festival international du film maritime, d'exploration et d'environnement en 2006, le Prix du Meilleur Long-Métrage au Festival Ecovision de Palerme en 2006, la Cassette d'or du Public au Festival du Film Nature de Namur, le Grand Prix et le Prix de la Meilleure Photographie au Festival du film sous-marin de Saint-Pétersbourg en 2007, le Grand Prix et Prix du Meilleur Documentaire au Festival de San Francisco en 2007, le Best Ocean Cinématography Award au Japan Wildlife festival en 2011.
Entre 2007 et 2008, il travaille comme directeur de la photographie terrestre et sous-marine sur le film Océans réalisé par Jacques Perrin et Jacques Cluzaud. Ce film de cinéma est l'occasion pour lui de renouer avec ses amours premières: L'image dédiée au grand écran et la mer, partenaire chérie depuis l'enfance. En 2013-2014, il réalise pour Arte deux documentaires animaliers de 52 min, qui ont été diffusés depuis octobre 2014 en France et sur l'international: Les chimpanzés à la conquête de la savane et Quand les babouins adoptent des chiens.